# Красные земли
«Красные земли» (люкс. Minettsgéigend, фр. Terres Rouges) — регион на юге и юго-западе Люксембурга. Территория получила своё название из-за красного цвета почвы, богатой железом.
Красные земли расположены в южной части кантона Эш-сюр-Альзет вдоль границы с Францией. Они образованы, главным образом, из песчаников и конгломератов, сформированных в среднем юрском периоде.
В этом регионе находятся одни из богатейших залежей железной руды в Западной Европе, благодаря чему очень развита сталелитейная промышленность. Крупнейшей компанией в этой отрасли является компания Arcelor — второй по величине производитель стали в мире. Из-за промышленного спада последних лет в регионе начали развивать машиностроение, химическую промышленность и производство стройматериалов.
Этот регион является самым густонаселённым в Люксембурге. Здесь находятся крупнейшие города страны с населением более 7 000 человек: Беттембур, Дифферданж, Дюделанж, Эш-сюр-Альзет и Шиффланж.